# Líneas Aéreas Azteca
Pour les articles homonymes, voir Azteca.
Líneas Aéreas Azteca, S.A. de C.V. (code AITA : ZE, code OACI : LCD, également connue comme Azteca Airlines) était une compagnie aérienne privée mexicaine, créée en 2001, desservant surtout le Mexique et les villes frontières américaines du Mexique.Cette compagnie a été supprimée au début de l'année 2007 en raison de son manque de sécurité. On peut encore voir les avions de cette compagnie garés dans les hangars de l'aéroport de Mexico-Benito Juarez.